# Allium aaseae
Espèce
Classification APG III (2009)
Allium aaseae, l’oignon du sud de l'Idaho ou oignon d'Aase, est une espèce de plantes à fleurs de la famille des Amaryllidaceae endémique du sud-ouest de l'Idaho. Il a été signalé dans 6 comtés : Elmore, Ada, Boise, Gem, Payette et Washington,,.
La plante porte le nom de la botaniste américaine Hannah Caroline Aase (1883-1980), autrefois professeur à la Washington State University à Pullman.
Allium aaseae pousse sur des sites sablonneux et graveleux à des altitudes de 800 à 1100 m. Il a des bulbes en forme d'oeuf jusqu'à 2 cm de diamètre et des fleurs roses ou blanches en forme de cloche jusqu'à 10 mm de long,,,,..